# Timon lepidus
El lagarto ocelado (Timon lepidus) es una especie de lagarto propio de Europa suroccidental y noroeste de África; puede llegar a los 71 cm de longitud total, es de color verde o moreno y presenta dos franjas de ocelos azules en el dorso. Durante décadas fue considerado perteneciente al género Lacerta.

## Taxonomía
La anteriormente considerada como subespecie T. l. nevadensis Buchholz, 1963 se encuentra con rango de especie Timon nevadensis (Buchholz, 1963).

## Descripción
El lagarto ocelado es uno de los principales miembros de su familia. El adulto mide de 30 a 60 cm (1-2 pies) de largo y puede alcanzar hasta 90 cm (3 pies), con un peso de más de 0,5 kg (1,1 libras). Recién nacidos miden de 4 a 5 cm (1½-2) de largo, excluyendo la cola.
Es un lagarto robusto. El macho tiene la cabeza ancha con patas gruesas y fuertes, y garras largas y curvadas. El color dorsal es generalmente de color verde, pero a veces puede ser gris o marrón, especialmente en la cabeza y la cola. A esto se superpone un punteado negro. La parte inferior es de color amarillenta o verdosa. El macho es más brillante que la hembra y tiene manchas azules en sus flancos. Los jóvenes son de color verde, gris o marrón, con partes amarillentas o blancas con manchas por todas partes.

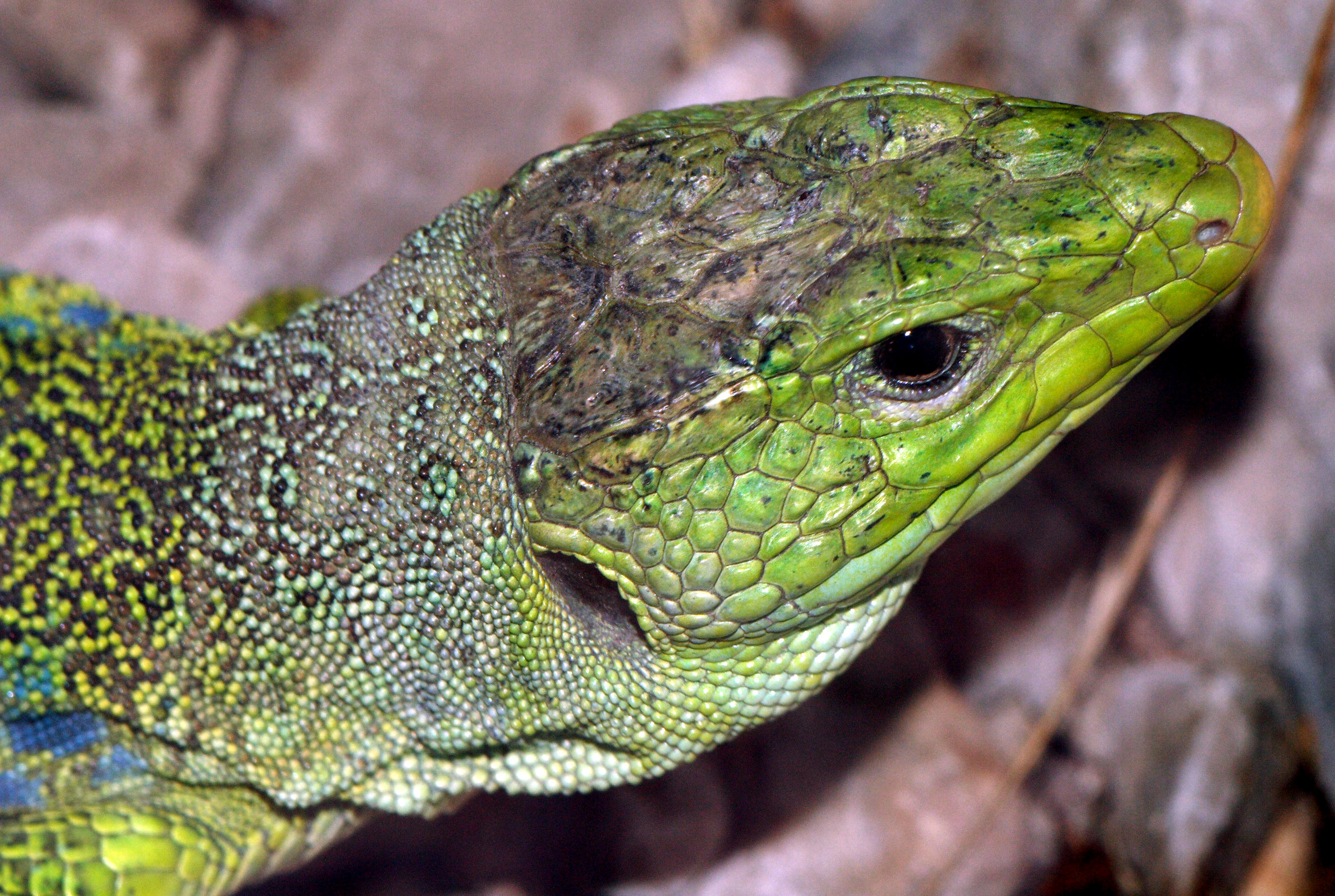
Detalle de la cabeza.
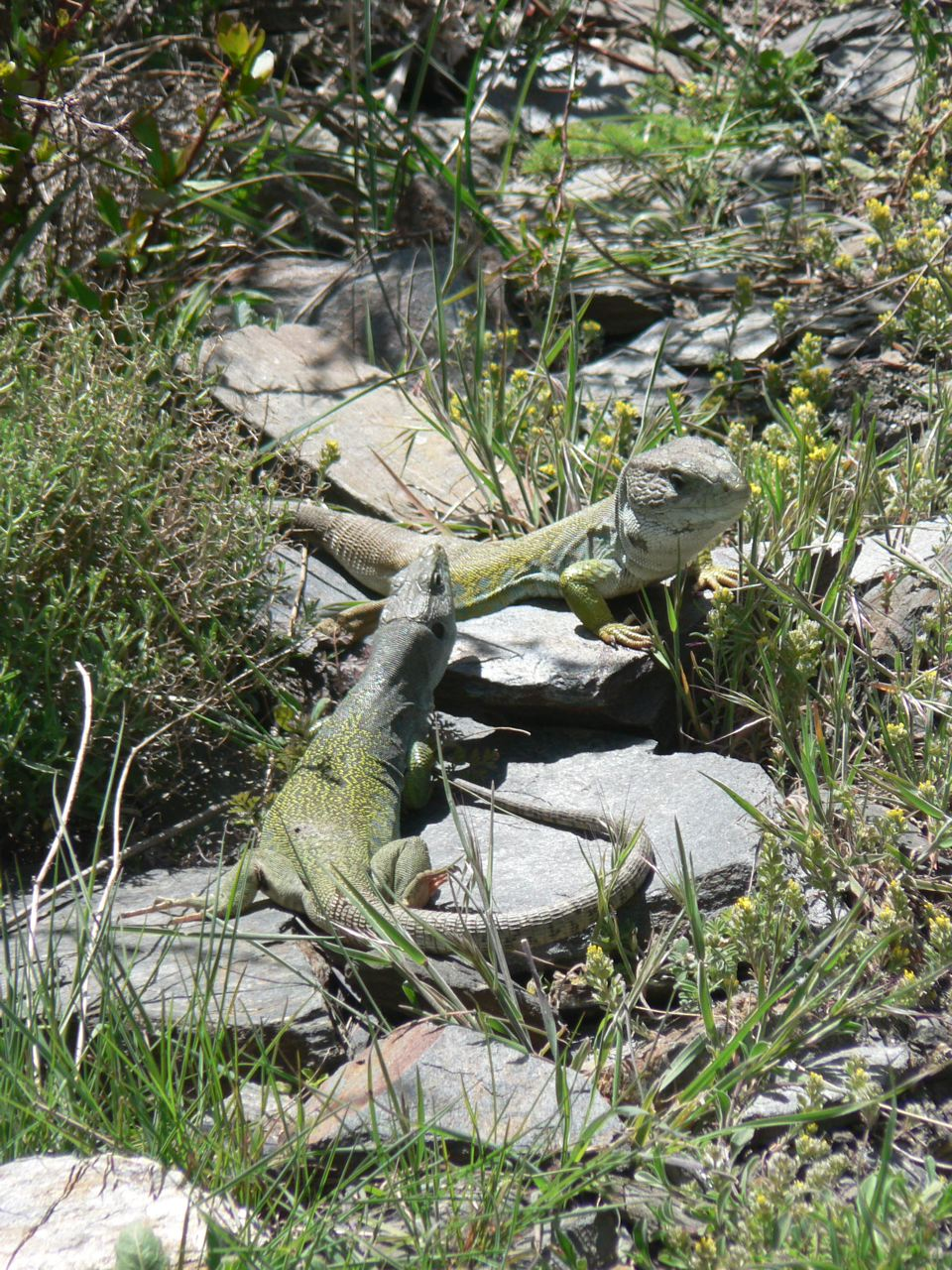
Pareja de Timon lepidus en Sierra Nevada.
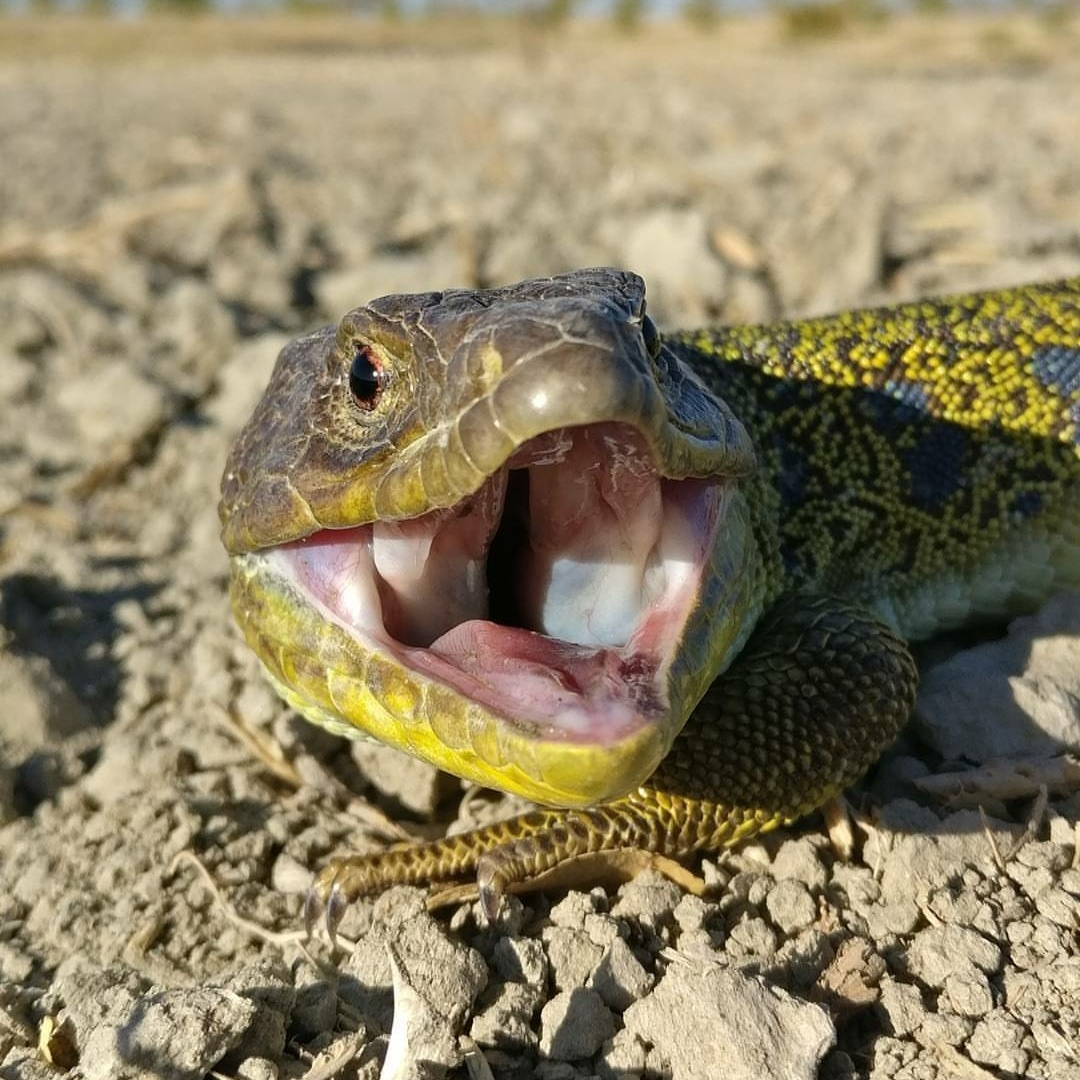
Boca del lagarto ocelado.

## Biología y ecología
El lagarto ocelado es una especie característica del suroeste de Europa, asociada a los ecosistemas mediterráneos. Se encuentra distribuido por la península ibérica, sur de Francia, noroeste de Italia y noroeste de África. En la península ibérica solo está ausente en el norte de Galicia, en la vertiente norte de la cornisa cantábrica, País Vasco y norte de Navarra. Dentro del hábitat mediterráneo parece no depender demasiado de los factores climáticos pudiéndose encontrar en condiciones muy diferentes, aun cuando no ha sido encontrada por debajo de los 6 °C de temperatura media anual.

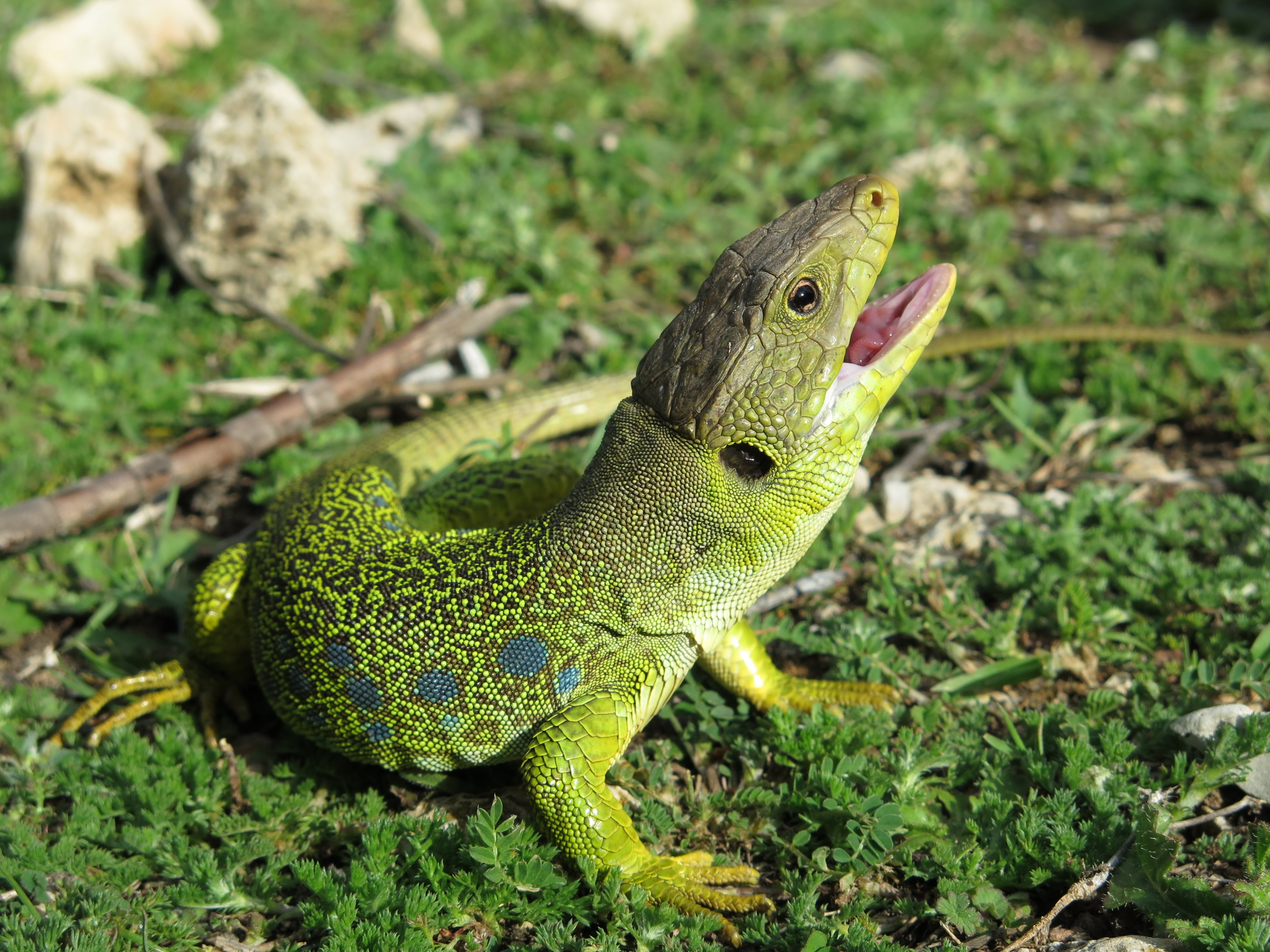
Lagarto ocelado con actitud defensiva, en la Sierra Sur de Jaén.

Es una especie ubicua, que ocupa toda clase de biotopos, excluidos aquellos completamente humanizados, se encuentra en toda clase de cultivos y bosques mediterráneos y de montaña. En general, el lagarto ocelado es una especie que prefiere áreas con cobertura vegetal no muy elevada, puesto que así tiene espacios abiertos donde poder tomar el sol y refugios para poderse esconder. El abandono progresivo de las zonas de cultivo ha hecho que el lagarto ocelado se haya visto desplazado por el lagarto verde (Lacerta bilineata), otro lagarto de medida mediana más acostumbrado a la vegetación tupida.

### Distribución
Es originario de Europa suroccidental. Se encuentra en toda la península ibérica (España y Portugal), y se distribuye irregularmente en el sur de Francia y en el extremo noroeste de Italia. La distribución de cada subespecie es:
- Timon lepidus ibericus - noroeste de la península ibérica (España y Portugal)
- Timon lepidus lepidus
- Timon lepidus oteroi